# Raisa Szer
Raisa Pietrowna Szer (kaz. i ros. Раиса Петровна Шер) – kazachstańska polityk, od 30 stycznia 1996 do 1999 roku deputowana do Mażylisu Parlamentu Republiki Kazachstanu I kadencji.